# Obsessão (1973)
Obsessão é um filme brasileiro lançado em 1973 dirigido pelo cineasta Jece Valadão. O filme ganhou o Troféu Pelé de Ouro de Melhor Filme e Melhor Atriz Secundária para Monah Delacy no Festival de Cinema de Santos.

## Sinopse
Bernardo é eleito prefeito, mas um dia sua noiva grávida é assassinada e ele passa a pressionar a população em busca do criminoso. 

## Elenco
- Jece Valadão
- Rossana Ghessa
- Vera Gimenez
- Edson França
- Felipe Carone
- Dionísio Azevedo
- Neuza Amaral
- Monah Delacy
- Macedo Neto
- Yara Cortes
- Mário Petráglia
- Jotta Barroso
- Maria Luiza Imperial
- Lícia Magna
- Flora Geny